# The Black Onyx
The Black Onyx (ザ・ブラックオニキス?, Za Burakku Onikisu) è un videogioco di ruolo creato da Henk Rogers e pubblicato nel 1984 per NEC PC-8801. Il gioco ha ricevuto numerose conversioni per home computer. Nel 1988 ne è stata realizzata una versione per Nintendo Entertainment System dal titolo Super Black Onyx (スーパーブラックオニキス?).
Il gioco è citato come uno dei primi esempi di videogioco di ruolo alla giapponese.